# قهرمانان خیالی
قهرمانان خیالی (به انگلیسی: Imaginary Heroes) یک فیلم درام آمریکایی محصول سال ۲۰۰۴ به کارگردانی و نویسندگی دن هریس است. موضوع این فیلم بر تأثیر آسیب‌های خودکشی پسر بزرگتر خانواده‌ای در حومه شهر متمرکز است.

## بازیگران
- سیگورنی ویور ... سندی تراویس [۴]
- جف دانیلز ... بن تراویس [۵] [۶]
- امیل هرش ... تیم تراویس
- میشل ویلیامز ... پنی تراویس
- دیردر اوکانل ... مارک دوایر
- رایان داناوهو ... کایل دوایر
- کیپ پاردیو ... مت تراویس